# Abu Dhabi Aviation
Abu Dhabi Aviation (arabisch شركة طيران أبوظبي) ist eine Fluggesellschaft mit Sitz in Abu Dhabi in den Vereinigten Arabischen Emiraten und Basis auf dem Flughafen Dubai.

## Unternehmen
Abu Dhabi Aviation führt hauptsächlich Flüge zu Ölbohrinseln der Vereinigten Arabischen Emirate und anderen arabischen Ländern durch.

## Flotte
Mit Stand Februar 2022 besteht die Flotte der Abu Dhabi Aviation aus sechs Flugzeugen und 54 Hubschraubern (Stand Oktober 2016):
Flugzeuge
| Flugzeugtyp            | Anzahl | bestellt | Anmerkungen |
| ---------------------- | ------ | -------- | ----------- |
| De Havilland DHC-8-200 | 1      |          |             |
| De Havilland DHC-8-300 | 3      |          |             |
| De Havilland DHC-8-400 | 2      |          |             |
| Gesamt                 | 6      | –        |             |

Hubschrauber
| Typ                  | Anzahl | bestellt | Anmerkungen |
| -------------------- | ------ | -------- | ----------- |
| AgustaWestland AW139 | 16     |          |             |
| Bell 206             | 04     |          |             |
| Bell 212             | 15     |          |             |
| Bell 412             | 19     |          |             |
| Gesamt               | 54     | –        |             |